# Stąporków
Stąporków (udtale; [stɔmˈpɔrkuf])  er en by i den nordvestlige del af  voivodskabet Święty Krzyż i  den sydøstlige del af Polen, i den historiske region Lillepolen. Byen  har 5.274(2021) indbyggere og et areal på 11,07 km², og er en del af  powiatet Końskie.

## Historie
Byens navn er sandsynligvis afledt af navnet på ejeren, Stąpor. Førhen hed den også Stomporków.
Historien om Stąporków går tilbage til midten af det 16. århundrede og er forbundet med det tidlige jernværk, som var en del af den gamle polske industriregion. Det var en privat landsby, administrativt beliggende i powiat Żarnów  i Sandomierz voivodskab i Provinsen Lillepolen i Kongeriget Polens krone. I 1738–1739 blev en højovn bygget her af den polske kronkansler Jan Małachowski. I 1781, besøgte grev Friedrich Wilhelm von Reden, en tysk pioner inden for minedrift og metallurgi,  Stąporków. På det tidspunkt producerede landsbyens ovn mere råjern om ugen end tilsvarende anlæg i Øvre Schlesien. I 1838 udvidede og moderniserede familien Małachowski anlægget. En gammel højovn blev erstattet af to moderne. Mellem 1876 og 1895 fandt nye opgraderinger og udvidelser af anlægget sted.